# 1213.
◄ | 12. stoljeće | 13. stoljeće | 14. stoljeće | ►
◄ | 1180-ih | 1190-ih | 1200-ih | 1210-ih | 1220-ih | 1230-ih | 1240-ih | ►
◄◄ | ◄ | 1210. | 1211. | 1212. | 1213. | 1214. | 1215. | 1216. | ► | ►►
Arhitektura • Astronomija • Glazba • Knjige • Književnost • Kršćanstvo • Medicina • Pravo • Promet • Znanost

## Smrti
- 12. rujna – Petar II. Katolički, kralj Aragonije i grof Barcelone (* 1178.)

## Vanjske poveznice
|  | Zajednički poslužitelj ima još gradiva o temi 1213. |